# 국참사원

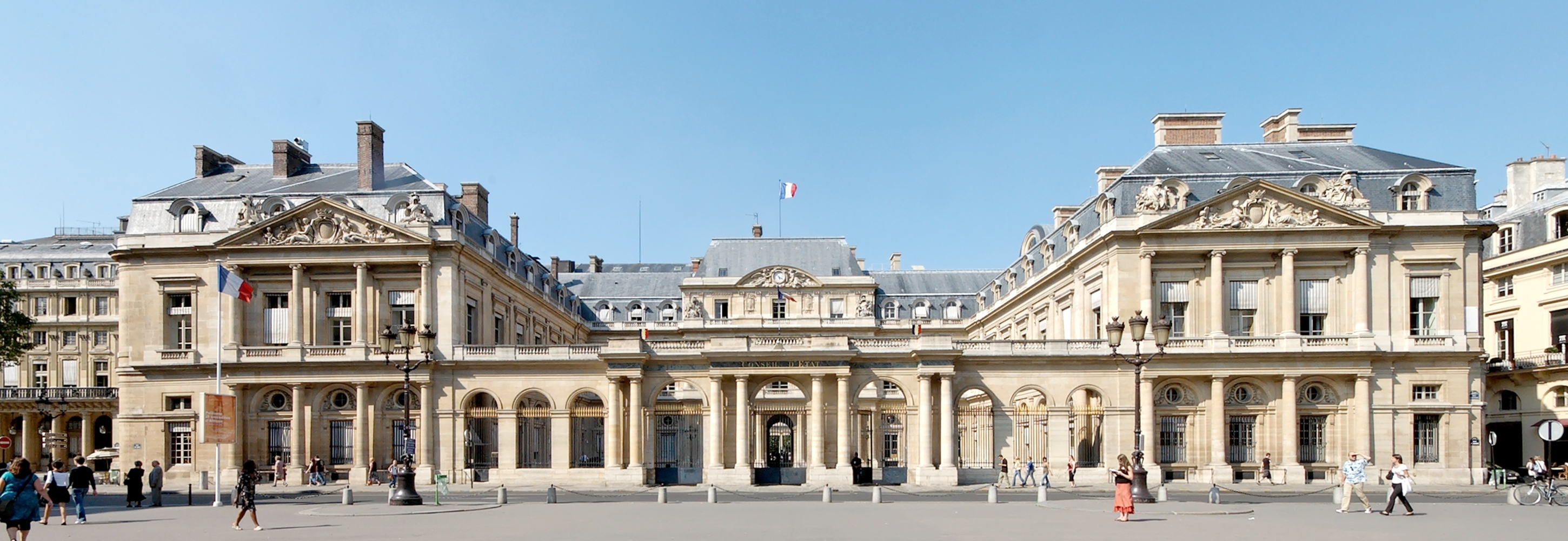
프랑스 국참사원

국참사원(Conseil d'État)은 프랑스 최고 행정법원이다. 프랑스 발음 그대로 콩세이 데타, 콩세유 데타라고도 한다.

## 역사
1799년 나폴레옹 보나파르트가 만들었다.

## 같이 보기
- 항소법원 (프랑스)